# Тома Аквінський
Тома́ Акві́нський, рідше Фома́ Акві́нський (лат. Thomas Aquinas; італ. Tommaso d'Aquino; 1225 — 7 березня 1274) — теолог, філософ-схоласт, монах-домініканець, учитель Церкви та християнський святий. Один із найвизначніших та найвпливовіших мислителів всесвітньої історії. Засновник теологічної і філософської школи томізму. Народився у замку Рокказекка поблизу Аквіно, Сицилійське королівство. Створив своєрідну енциклопедію католицького богослов'я «Сума теології», в якій усі питання пізнання природи і суспільства розглядалися з позицій теологічного раціоналізму. Висунув ідею гармонії віри й розуму; розрізняв істини розуму та істини одкровення, вважаючи останні недоступними розуму, підвладними лише душі (вірі). Автор 5 доказів існування Бога. Помер у Фоссанові, Папська область, по дорозі на Другий Ліонський собор. Канонізований папою Іваном XXII (1323). Проголошений Учителем Церкви (1567). Автор фундаментальних праць, що сприяли виникненню неотомізму та неосхоластики. Прізвиська — Doctor Angelicus, Doctor Communis.

## Біографія
Вочевидь, ще в дитячому віці був відданий батьками до бенедиктинського монастиря Монтекассіно. Коли Фрідріх II вигнав звідти бенедиктинців, він вступив до Неапольського університету і проти волі батьків — до новоствореного ордену домініканців (1243).
Через два роки керівництво ордену послало його до Парижа навчатися в Альберта Великого, за яким він попрямував до Кельна, але в 1252 році Тома повернувся до Парижа і почав викладацьку діяльність, яку пізніше продовжив у Орв'єто, Вітебро та Римі, а потім знову в Парижі.
1272 року Тома переїхав до Неаполя, але невдовзі помер дорогою на Другий Ліонський собор.
Головні зусилля його теологічної діяльності були спрямовані на намагання поєднати раціоналізм Арістотеля з християнськими одкровеннями.
Завдяки своїм енциклопедичним знанням, викладеним у творах «Summa theologiae» і «Summa contra gentiles», він не лише підкорив розуми тогочасних теологів, але значно вплинув на подальший розвиток філософії. Також Тома Аквінський є упорядником П'яти доказів існування Господнього, які сам Аквінат називав шляхами (viae).
1323 року Римо-католицька церква проголосила його святим, а 1567 року включила до складу Вчителів церкви.

## Філософські ідеї
Тома Аквінський був відомим систематизатором середньовічної схоластики. Він пристосовував вчення Арістотеля до християнського вчення. Найвідомішим його твором є «Сума теології».

### Теорія двох істин
За часів Томи Аквінського значно збільшилася роль наукового та філософського пізнання. Тому було вже неможливо ігнорувати й не помічати досягнення розуму й науки. Аквінський намагався створити таку доктрину, яка б дала можливість контролювати філософське і наукове пізнання церквою. Ще у попередні століття західноєвропейськими схоластами була висунута теорія «двох істин». За цією теорією наука і філософія здобувають знання, спираючись на досвід і розум. На відміну від них теологія здобуває істину в божественному одкровенні. Таким чином теорія двоїстої істини поділила, так би мовити, сфери впливу між теологією і наукою. Божественне одкровення, вважали представники цієї теорії, недоступне розуму. Тома Аквінський чітко визначив сферу науки й віри. Завдання науки полягає у поясненні закономірностей світу. Але хоч наукове знання об'єктивне та істинне, воно не може бути всеосяжним. Є така сфера діяльності, яка є доступною не розумовому пізнанню, а тільки вірі. Отже, предметом філософії є «істини розуму», предметом теології — «істини одкровення». Але між наукою і вірою, філософією і теологією немає суперечності. Християнська істина стоїть вище за розум, але не суперечить йому. Істина може бути одна, бо йде від Бога. Оскільки кінцевим об'єктом теології та філософії й джерелом будь-якої істини є Бог, то не може бути принципової суперечності між теорією і вірою. Водночас не всі «істини одкровення» можна довести раціонально. Але це не означає, що вони неправдиві чи суперечать розуму. Богословські істини «надрозумні», але не «протирозумні». Обмежений людський розум стоїть нижче за теологію, а тому філософія є «служницею теології». Функції філософії як «служниці релігії» полягають у тому, що вона повинна за допомогою логічних аргументів обґрунтувати християнські догми. Логічні доведення допомагають краще розуміти ці догми й зміцнити віру в людині.

### Докази існування Бога
Тома Аквінський є одним із провідних критиків онтологічного аргументу буття Божого, що його запропонував Ансельм Кентерберійський. Підставою критики онтологічного аргументу є його апріорний характер. Сам же Аквінат вважав, що доводити буття Боже можна, виходячи лише з даних зовнішнього світу, який після акту креації містить у собі сліди цього акту. Бога самого по собі ми не можемо знати інакше, аніж через Його дії, а наявність сущого якраз і засвідчує Боже буття. Таким чином, Тома пропонував засобами індукції переходити від даних досвіду до другорядних (іманентних) причин, а від другорядних — до першої (трансцендентної). Докази, що їх Аквінат вважав можливими, не є винаходами самого св. Томи, оскільки в тій чи іншій формі вони фігурували вже у його попередників.
- Доказ від руху (Argumentum ex motu). Оскільки все на світі рухається, то повинен бути «першодвигун/першорушій» або «першопоштовх» руху — Бог. Доказ має своїм джерелом філософію Арістотеля, також фігурував у Аделарда із Бата, Альберта Великого.
- Доказ від першопричини (Argumentum ex ratione causae efficientis). Всі явища і предмети мають причину свого виникнення та існування. Першопричина всього — Бог. Доказ має своїм джерелом філософію Арістотеля, також фігурував у Авіценни, Алана Лільського та Альберта Великого.
- Доказ від випадковості (Argumentum ex contingentia). Все у світі існує не випадково, а з необхідності, ця необхідність — Бог. Аргумент у тій чи іншій формі фігурував у Маймоніда та Авіценни.
- Доказ від ступеня досконалості (Argumentum ex gradu). Усі речі мають різні ступені досконалості. Тому повинно існувати абсолютне мірило досконалості — Бог. Аргумент фігурував в Арістотеля та згадувався в Августина
- Доказ божественного керування світом або аргумент через цільову причину (Argumentum ex fine). У природі все має певний сенс, доцільність свого існування. Отже, повинна існувати «остання» і головна мета — Бог.

Проте деякі інші догми християнства не піддаються раціоналістичному обґрунтуванню (догма про Трійцю, про втілення Христа, про воскресіння з мертвих). Це неможливо зробити не тому, що вони протирозумні та ірраціональні, а саме тому, що вони «надрозумові», обмежений людський розум не здатен їх довести. Більшість догм християнства є предметом теології, а не філософії.

## Політико-правові погляди
Політико-правові погляди Томи Аквінського викладені у трактатах «Сума теології», «Про правління володарів», а також у коментарях до «Політики» і «Етики» Арістотеля. Аквінат, слідом за Августином розглядав державу як частину універсального порядку, творцем і верховним правителем якого є Бог.

### Про державу
Тома Аквінський поділяв думку Арістотеля про те, що людина є політичною істотою. Головним у природі людини є прагнення жити з іншими людьми для забезпечення своїх потреб. Наслідком цього прагнення і є держава. Вона має важливе значення в житті суспільства, оскільки її метою є «загальне добро».
Головну мету і виправдання держави він вбачав у збереженні суспільної злагоди й громадського миру, які досягаються шляхом надання кожної людині прийнятних умов для існування, засобів для морального і розумового розвитку, що своєю чергою має допомагати державі в духовному вихованні справжнього християнина.
Роль володаря в державі теолог порівнював із роллю Бога у світі. Він зазначав, що Бог, перш ніж керувати всесвітом, встановлює відповідний порядок. Так і монарх насамперед установлює порядок у рамках держави, а потім здійснює правління. Монархія, на думку теолога, є найдосконалішою формою правління. За низкою ознак вона є усталенішою та надійнішою, ніж інші форми, а також здатною гарантувати щасливе життя.

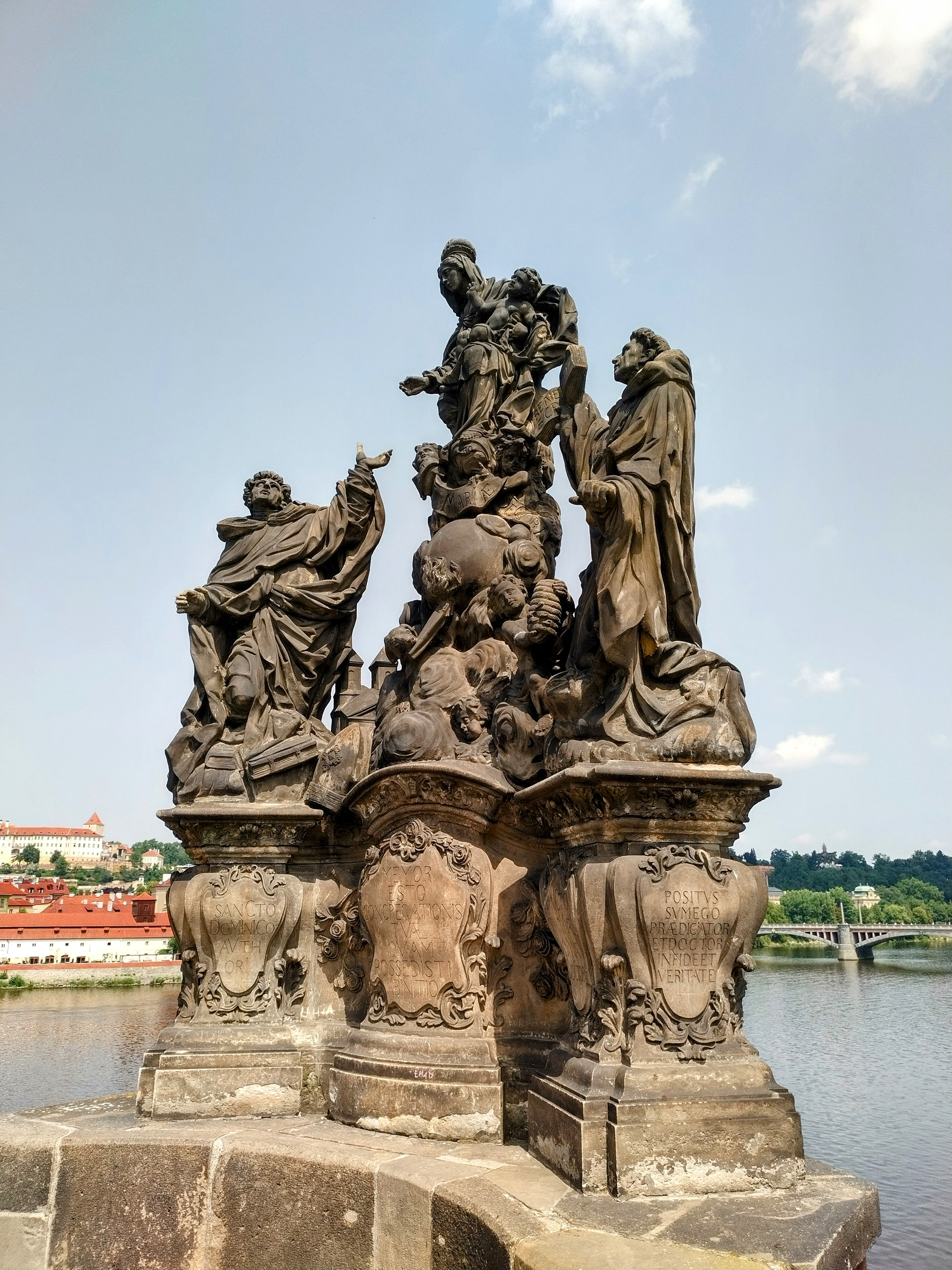
Мадонна з Томою Аквінським та Св. Домініком (Карлів міст, Прага)

Однією з таких ознак є те, що монархія за будовою схожа на Всесвіт, що його створив Бог і править ним, як і монарх у своїх володіннях. Друга ознака і перевага монархії полягає в тому, що вона, як і людський організм, керується одним центром — розумом, а тому виключає суперечки між учасниками правління, що точаться за аристократії, олігархії та демократії.
Водночас Тома Аквінський поділяв монархію на абсолютну і політичну. Останню теолог уважав прогресивнішою, оскільки влада в ній регламентується законом. У своєму політико-правовому вченні теолог намагався обґрунтувати тезу про зверхність у суспільстві духовної влади над світською.

### Про владу
Аналізуючи світську владу, він дійшов висновку, що вона складається з трьох аспектів: сутності влади; форми влади (походження) і використання влади. Сутність влади, або її першооснову, мислитель розглядав як установлений Богом порядок відносин панування й підкорення, в яких воля правителів приводить до руху підданих. На відміну від сутності влади, її походження не завжди збігається з приписами Закону Божого, оскільки заволодіти владою люди можуть завдяки омані чи застосуванню сили. Третій аспект — використання світської влади. Тут Тома Аквінський зазначив, що в житті трапляється зловживання владою, несправедливе її використання, що теж порушує заповіти Бога. З огляду на невідповідність світської влади настановам Бога на стадіях її походження й використання теолог зробив висновок, що вона не може претендувати на зверхність у суспільстві.
Єдиною, що відповідає заповітам Бога, є церковна влада. Тільки завдяки її намаганням у суспільстві може бути встановлена справедливість. Свою правову концепцію Тома Аквінський будував з опертям на моральну категорію справедливості. Право, за його вченням, — це дія справедливості у божественному порядку людського спілкування. Справедливість полягає в наданні кожному свого, того, що йому належить. Як і Аристотель, Тома Аквінський розрізняв два види справедливості: розподільну і вирівняльну. Розподільна справедливість — це надання благ згідно з заслугами, а порівняльна — це дії на вирівнювання чого-небудь. Відповідно до цього існують і види права.

### Про природне і позитивне право
Якщо вирівняння відбувається за внутрішньою природою речей, то це дія природного права; коли вирівнюються дії (відновлюється справедливість) за людською волею — це позитивне право (штучне). Причому воля людини може робити правом тільки те, що відповідає природному праву.
Джерелом права є закон, Тома Аквінський стверджував, що існує злагоджена система, підпорядкована вічному законові. Вічний закон — це універсальні норми, загальні принципи божественного розуму, якими скеровується всесвіт, а всі інші закони випливають із нього. Передусім, це природний закон, що є відображенням вічного закону в розумі людини. Цим законом керується людина у своїх прагненнях до продовження роду, самозбереження, пошуку істини.
Далі в системі законів теолога знаходиться позитивний (або людський) закон, що конкретизує природний закон і за допомогою сили і страху змушує людей досягти доброчесності й відмовитися від зла. Заслуговує на особливу увагу теза мислителя про те, що на відміну від природного закону, який поширюється на всіх людей, норми позитивного закону в різних країнах можуть суттєво різнитися. Але серед цих норм є багато й таких, що збігаються за змістом. Ці норми Тома Аквінський називав «правом народів», за допомогою якого повинні врегульовуватися міжнародні відносини.
Рівночасно християнський мислитель зазначав, що люди, через їхню розумову недосконалість, не можуть усвідомити сутності правди, а позитивний закон, прийнятий ними, теж не завжди може відновити порушену справедливість. У цих випадках правда може бути відновлена завдяки Законові Божому (Святому Письму), який є критерієм істинної справедливості. Тут же теолог зробив спробу розмежувати соціальну роль і призначення божественного і позитивного законів, підкресливши непересічне значення першого з них. Якщо позитивний закон регулює лише відносини людей у суспільстві, тобто зовнішній бік життя, то божественний закон визначає кінцеву мету людського буття, скеровує душевний рух і прагнення людей.

## Твори

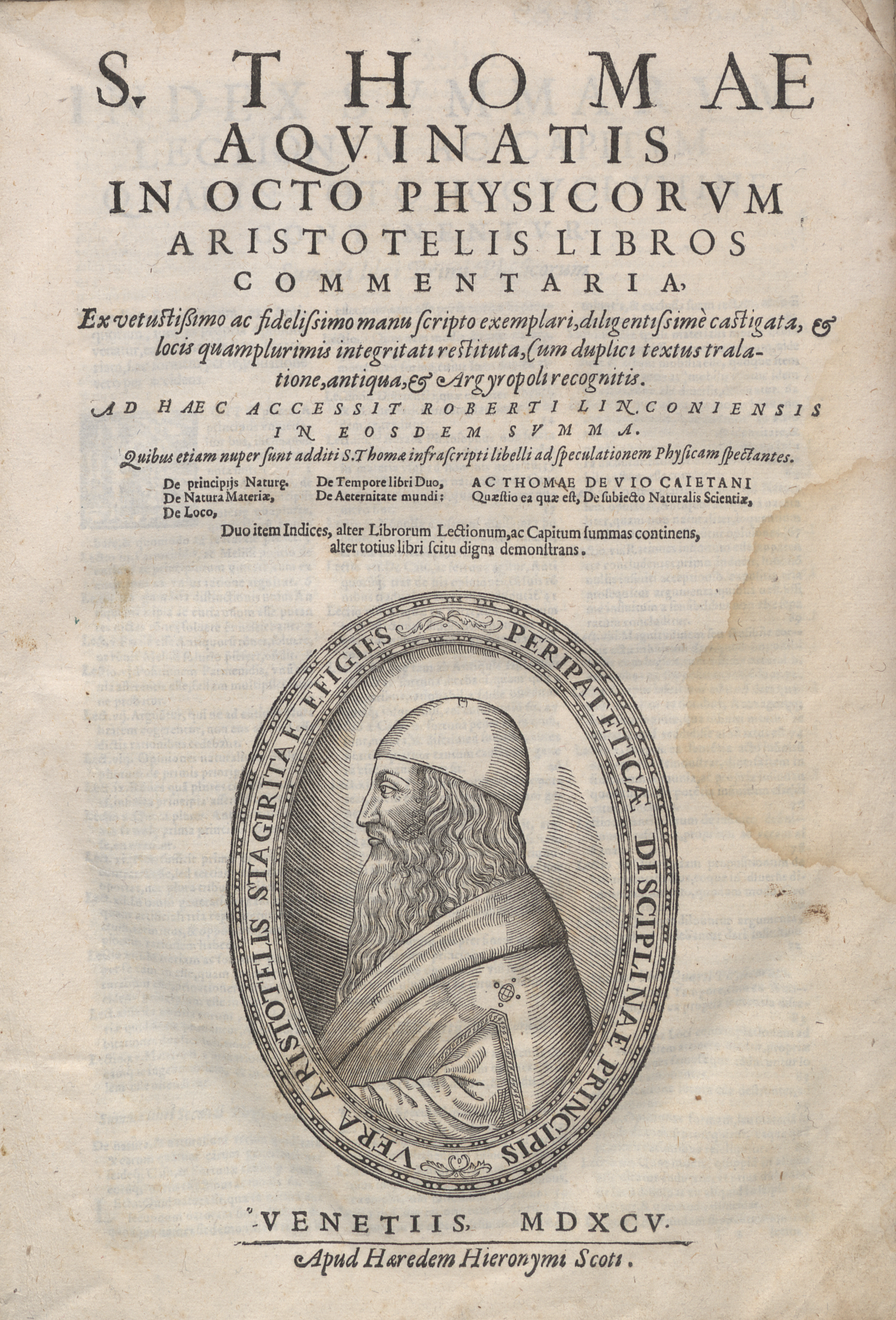
Super Physicam Aristotelis (1595)

### 1. Богословські синтези
- Scripta super libros Sententiarum (Коментар до «Сентенцій» Петра Ломбардського) — біля 1256
- Summa Contra Gentiles (Сума проти язичників) — 1261—1263
- Summa Theologiae (Сума теології) — 1265—1273

### 2. Університетські диспути
- Quaestiones disputatae (Диспутаційні питання):
  - De veritate (Про істину) — 1256—1259
  - De potentia Dei (Про Божу могутність) — 1259—1268
  - De spiritualibus creaturis (Про духовні створіння) — 1269
  - De anima (Про душу) — 1269—1270
  - De unione Verbi incarnati (Про єдність втіленого Слова) — 1268—1272
  - De malo (Про зло) — 1263—1271
  - De virtutibus (Про чесноти) — 1269—1272
  - De immortalitatae animae (Про безсмертя душі) — ?
  - Utrum anima conjuncta cognoscat seipsam per essentiam (Чи внутрішня душа пізнає саму себе у своїй суті?) — ?

- Quaestiones de quodlibet (Різні питання) I—XII:
  - I—VI — 1269—1272
  - VII—XI — 1256—1259
  - XII — близько 1270

### 3. Коментарі до Святого Писання
- Expositio in Job ad litteram (Коментар до Книги Йова) — біля 1260
- In Psalmos Davidis expositio (Коментар до Книги Псалмів) — 1272—1273
- Expositio in Canticum Canticorum (Коментар до Книги Пісні Пісень) — ?
- Expositio in Isaiam prophetam (Коментар до Книги Пророка Ісаї) — 1256—1259
- Expositio in Jeremiam prophetam (Коментар до Книги Пророка Єремії) — 1267—1268
- Expositio in Threnos Jeremiae prophetae (Коментар до Книги Плачу Єремії) — 1267—1268
- Glossa continua in Matthaeum, Marcum, Lucam, Joannem (Catena Aurea — Збірка коментарів Святих Отців до Євангелій, «Золотий ланцюг») — 1263—1264
- Expositio in evangelium s. Matthaei (Коментар до Євангелія від Матея) — 1269—1272
- Expositio in evangelium s. Joannis (Коментар до Євангелія від Йоана) — 1269—1272
- Expositio in s. Pauli Epistolas (Коментар до Листів Апостола Павла) — 1259—1272

### 4. Коментарі до творів Аристотеля
- In libros Peri Hermeneias expositio (Коментар до книги «Пояснення») — 1269—1271
- In libros posteriorum Analyticorum expositio (Коментар до книги «Аналітика ІІ») — 1268
- In octo libros Physicorum expositio (Коментар до восьми книг «Фізики») — 1268—1271
- In libros De caelo et mundo expositio (Коментар до книги «Небеса та світ») — 1272—1273
- In libros De generatio et corruptione expositio (Коментар до книги «Зародження та зникнення») — 1269—1273
- In libros De anima expositio (Коментар до книги «Про душу») — 1268—1271
- In librum De sensu et sensato expositio (Коментар до книги «Відчуття та розсуд») — 1267—1271
- In librum De memoria et reminiscentia expositio (Коментар до книги «Пам'ять та спогади») — 1267—1271
- In duodecim libros Metaphysicorum expositio (Коментар до 12 книг «Метафізики») — 1270—1272
- In decem libros Ethicorum expositio (Коментар до 10 книг «Етики») — 1271—1272
- In libros Politicorum expositio (Коментар до книги «Політика») — 1265—1272

### 5. Інші коментарі
- Expositio super librum Boethii De Trinitate (Коментар до книги Боеція «Про Трійцю») — 1257—1259
- Expositio in librum Boethii De hebdomadibus (Коментар до книги Боеція «Про Гебдомади, або чому субстанції є благими з огляду на те, що вони є…») — 1257—1259
- Expositio in Dionysium De divinis nominibus (Коментар до книги (Псевдо)Діонісія Ареопагіта «Про Імена Божі») — біля 1261
- Super librum De causis expositio (Коментар до книги «Причини») — 1271

### 6. Полемічні твори
- Contra impugnates Dei cultam et religionem (Проти тих, хто виступає проти Божого культу та релігії) — 1256
- De perfectione vitae spiritualis (Про досконалість духовного життя) — 1270
- Contra pestiferam doctrinam retrahentium pueros a religionis ingressu (Проти згубного вчення, що відволікає молодь від вступу до монастиря) — 1270
- De unitate intellecuts, contra Averroistas (Про єдність інтелекту. Проти авероїстів)- 1270
- De aeternitate mundi, contra murmurantes (Про одвічність світу. Проти тих, хто ремствує) — 1271

### 7. Трактати на особливі теми
- De fallaciis ad quosdam nobiles artistas (Про хиби міркування, шляхетним магістрам мистецтв) — 1244—1245
- De propositionibus modalibus (Про модальні твердження) — 1244—1245
- De ente et essentia (Про суще та сутність) — перед 1256
- De principiis naturae ad fratrem Sylvestrum (Про джерела природи. Брату Сильвестру) — перед 1256
- Compendium theologiae ad fratrem Reginaldum socium suum carissimum (Резюме богослов'я. Брату Регінальду, дорогому помічнику) — 1260—1273
- De substantiis separatis, seu de angelorum natura, ad fratrem Reginaldum, socium suum carissimum(Про відділені субстанції, або про природу ангелів. Брату Регінальду, дорогому помічнику) — після 1270
- De Regno (De regimine principium), ad regem Cypri (Про царсто (Про принципи царювання). Королю Кіпру) — 1267

### 8. Експертні висновки
- Contra errores graecorum, ad Urbanum IV Pontificem Maximum (Проти помилок греків. Папі Урбану IV) — 1263
- Responsio ad fr. Joannem Vercellensem, Generalem Magistrum Ordinis Praedictatorum, de articulis CVIII ex opere Petri de Tarentasia (Відповідь брату Йоану Верцельському, Генералу Ордена Проповідників, щодо 108-го розділу твору Петра Тарентаського) — 1264—1266
- Responsio ad fr. Joannem Vercellensem, Generalem Magistrum Ordinis Praedictatorum, de articulis XLII (Відповідь брату Йоану Верцельському, Генералу Ордена Проповідників, відносно 42-го розділу) — 1271
- De forma absolutionis, ad Generalem Magistrum Ordinis (Про форму відпущення гріхів. Генералу Ордена Проповідників) — 1269—1272
- De secreto (Про тайну) — 1269

### 9. Листи
- De articulis fidei et Ecclesiae sacramentis, ad archiepiscopum Panormitanum(Про положення віри та церковні таїнства. Архієрископу Палермо) — 1261—1262
- Ad Bernardum, abbatem Cassinensem (Бернарду, абату Кассіно) — 1274
- Expositio super primam decretalem «De fide catholica et sancta Trinitate» et super secundam «Damnamus autem» (Коментар до першого декрету «De fide catholica et sancta Trinitate» («Католицька віра і Пресвята Трійця»), а також до другого «Damnamus autem»(«Засуджуємо»)) — 1259—1266
- De rationibus fidei contra Saracenos, Graecos et Armenos, ad Cantorem Antiochiae (Про раціональність віри. Проти мусульман, греків та вірменів. Співцю Антіохії) — 1261—1264
- De motu cordis, ad Magistrum Philippum (Про рух серця. Вчителеві Філіпу) — 1270—1271
- De mixtione elementorum (Про змішання елементів) — 1270—1271
- Responsio ad lectorem Venetum de articulis XXXVI (Відповідь професору Венету щодо 36-ї статті) — 1271
- Responsio ad lectorem Bisuntinum de atriculis VI (Відповідь професору Бізунтину щодо 6-ї статті) — ?
- De emptione et venditione ad tempus (Про купівлю та продаж на певний час) — 1262
- De modo studendi (Про студентський стан) — ?
- De regimine Judaeorum, ad Ducissam Branantiae (Про царювання євреїв. Проводирці Брананції) — 1270—1272
- De sortibus ad Dominum Jacobum de …? (Про долю. Пану Якову з…?) — 1269—1272
- De occultis operationibus naturae, ad quendam militem ultramontanum (Про приховані дії природи. Тим, хто служить за кордоном) — ?
- De iudiciis astrorum, ad quendam militem ultramontanum (Про вироки зірок. Тим, хто служить за кордоном) — ?

### 10. Літургійні твори та проповіді
- Officium de festo Corporis Christi, ad mandatum Urbani Papae IV (Чин Урочистості Пресвятої Євхаристії. За дорученням Папи Урбана IV) — 1264
- Adoro te devote (Вклоняюся Тобі скрушно)
- та інші молитви

### 11. Проповіді
- De duobus praeceptis caritatis et decem legis praeceptis (Дві заповіді Любові та 10 заповідей Права) — 1273
- Devotissima expositio super symbolum apostolorum (Побожний коментар до Апостольського Символу віри) — 1273
- Expositio devotissima orationis dominicae (Побожний коментар до Молитви Господньої (Pater noster))- 1273
- Devotissima expositio super salutationae angelica (Побожний коментар до Ангельського поздоровлення (Ave Maria)) — 1269—1273

- та багато інших проповідей.

### 12. Праці сумнівної автентичності
- De instantibus
- De natura verbi intellectus
- De principio individuationis
- De natura generis
- De natura accidentium
- De natura materiae
- De quatuor oppositis
- De demonstratione

## Українські переклади
- Тома Аквінський. Коментарі до Арістотелевої «Політики» / Пер. з латини О. Кислюк; авт. передм. В. Котусенко. — 2-е вид. — К.: Основи, 2003. — 796 с.
- Св. Тома Аквінський. Компендіум теології. Інститут св. Томи Аквінського. Київ., 2011 р. Мова: білінгва 20лат./укр.